# Trichocentrum tigrinum
Trichocentrum tigrinum är en orkidéart som beskrevs av Jean Jules Linden och Heinrich Gustav Reichenbach. Trichocentrum tigrinum ingår i släktet Trichocentrum och familjen orkidéer. Inga underarter finns listade i Catalogue of Life.

## Bildgalleri

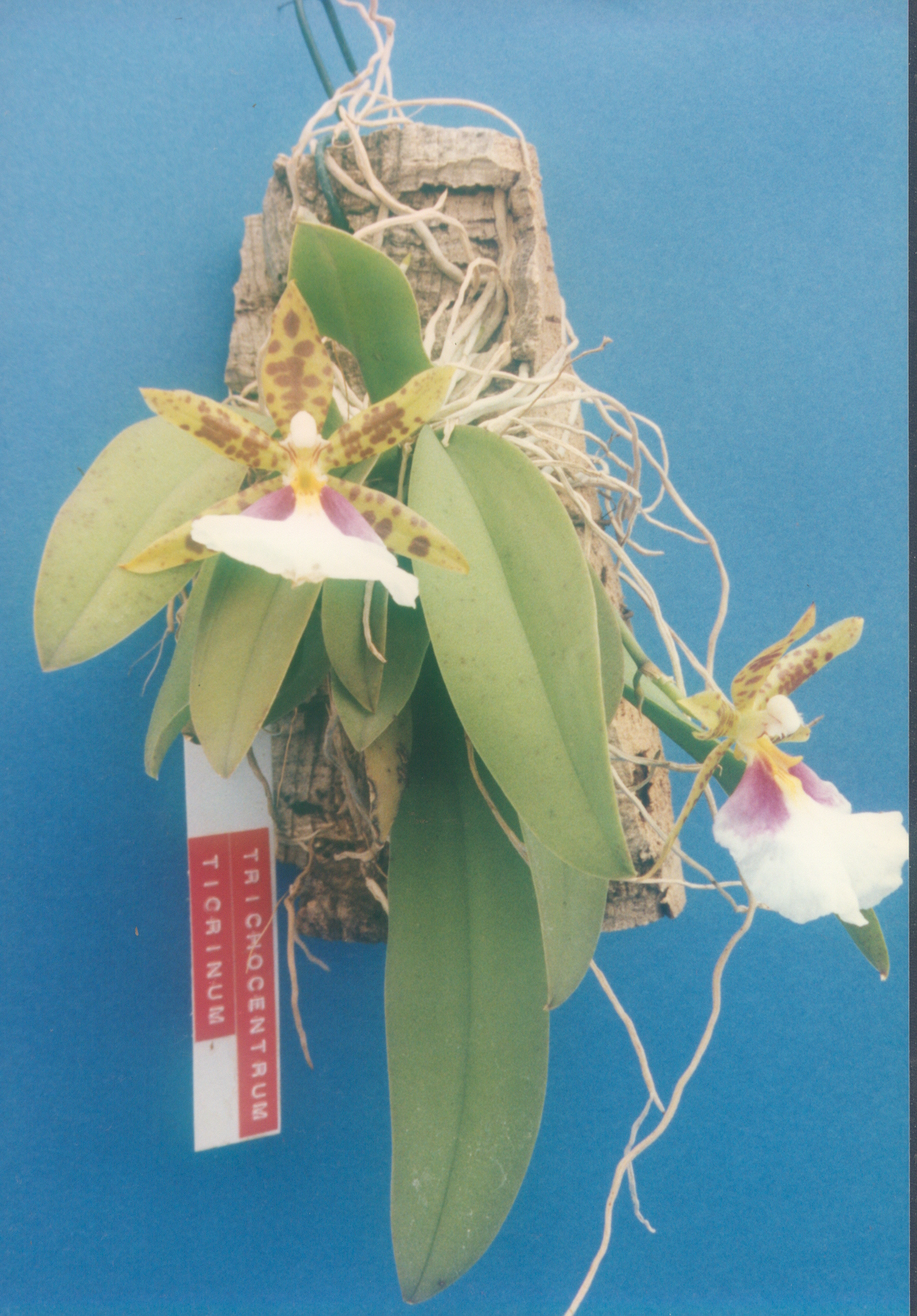
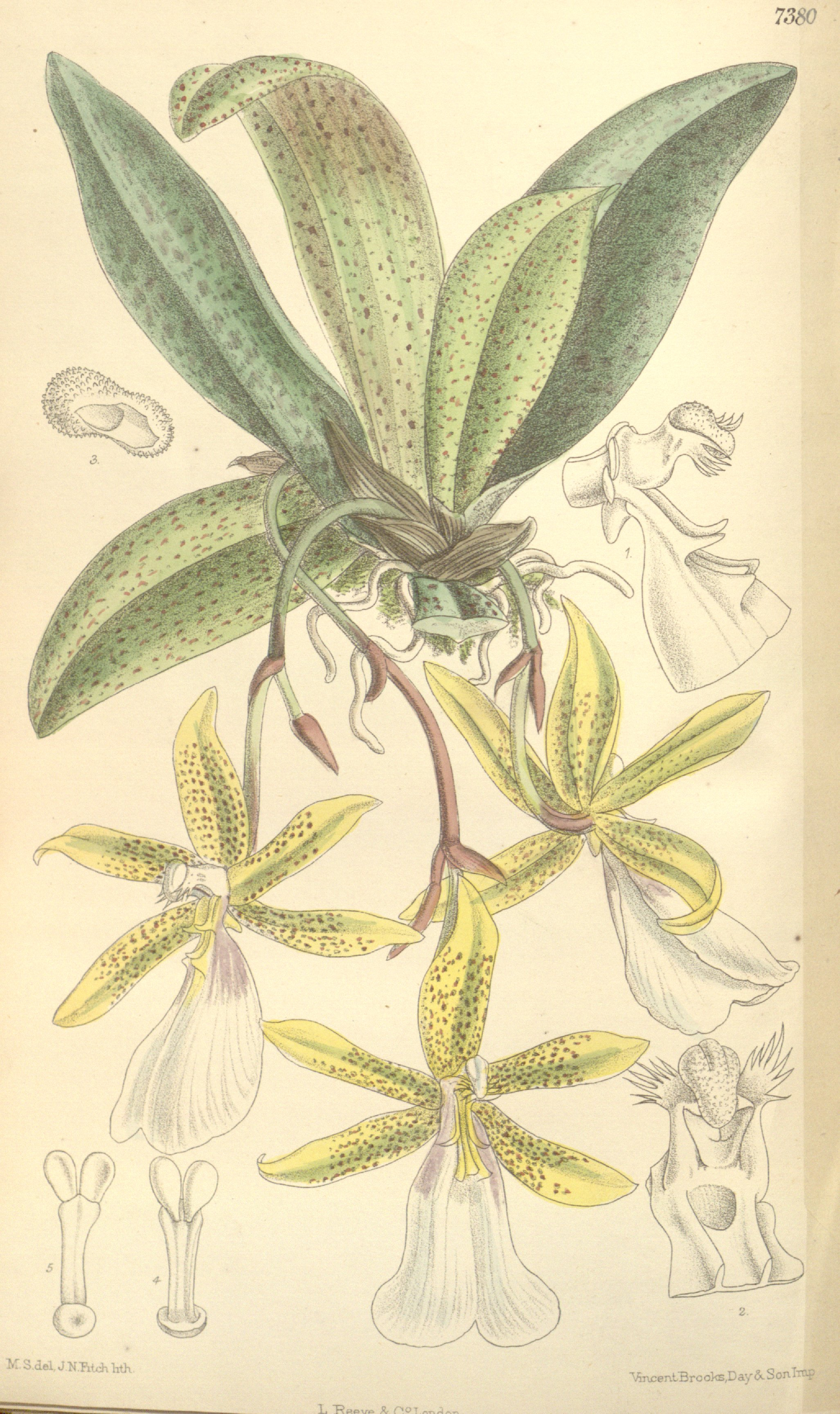
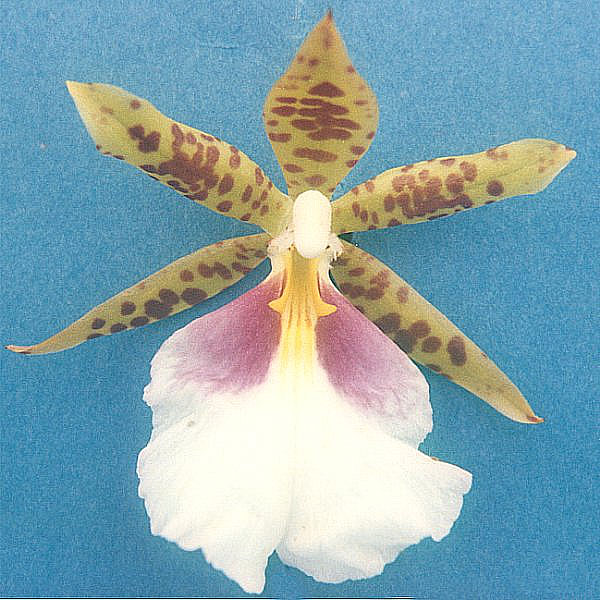